# Chrysotus silvicola
Chrysotus silvicola är en tvåvingeart som beskrevs av Harmston 1951. Chrysotus silvicola ingår i släktet Chrysotus och familjen styltflugor.
Artens utbredningsområde är Kalifornien. Inga underarter finns listade i Catalogue of Life.